# Amphithéâtre d'Avenches
L'amphithéâtre d'Avenches fut bâti dans la ville romaine d'Aventicum en Germanie supérieure (aujourd'hui à Avenches en Suisse).
Il est érigé vers l'an 130 mais il fait l'objet, environ 30 ans plus tard, d'un agrandissement et d'aménagements visant à rapprocher son aspect de celui des grands amphithéâtres monumentaux de l'Empire romain. Partiellement démonté au VIe siècle pour extraire de la chaux de ses pierres calcaires, sa structure est utilisée au Moyen Âge pour asseoir des constructions. Il est restauré et réhabilité dans les années 1990, et sert de cadre à des manifestations culturelles.

## Contexte historique et géographique

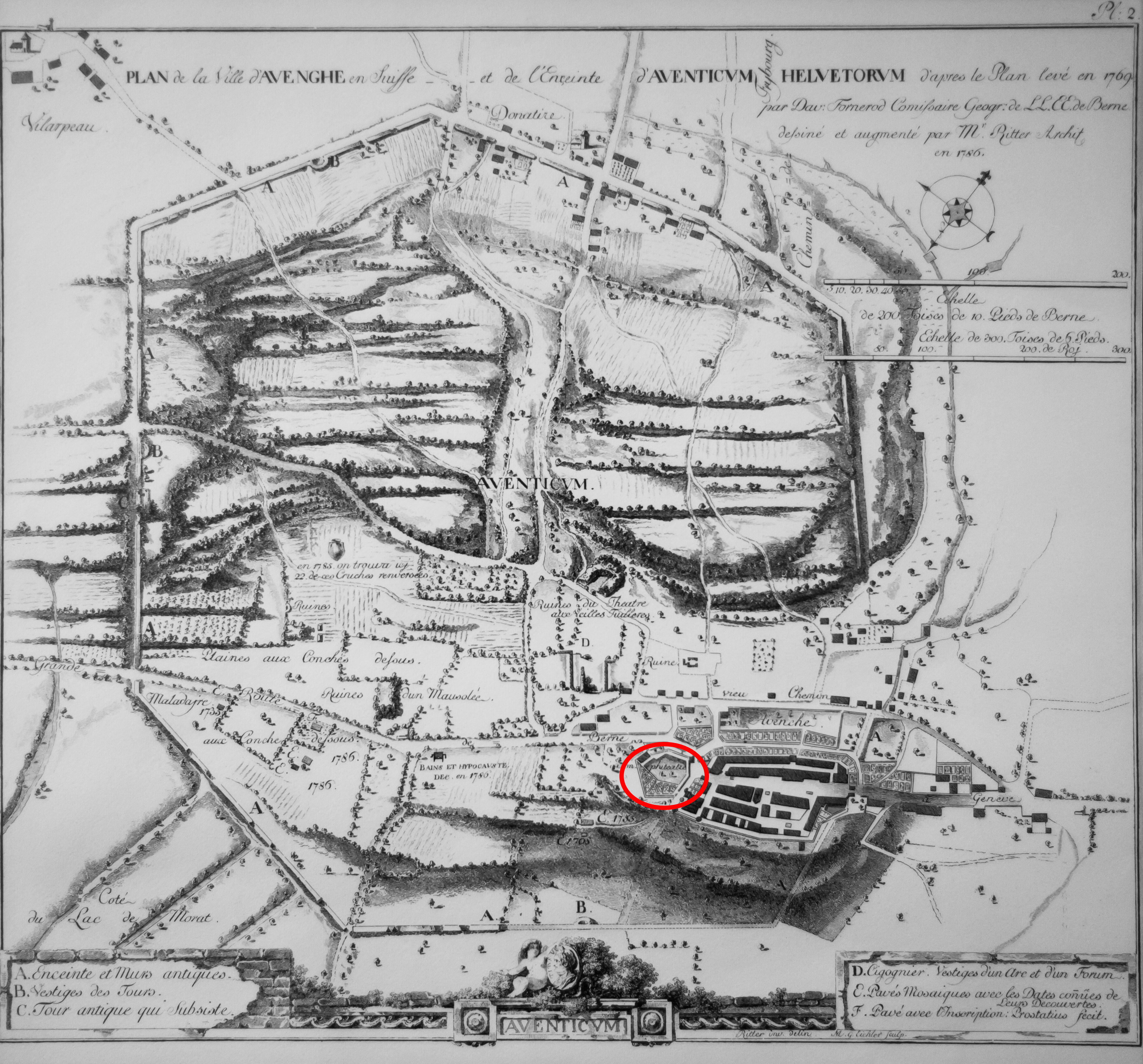
L'amphithéâtre (ellipse rouge) dans la cité d'Aventicum.

L'amphithéâtre occupe, dans la cité antique d'Aventicum capitale de la civitas des Helvètes, une position excentrée, à l'ouest-sud-ouest de la zone reconnue comme densément urbanisée. Cet emplacement, en haut d'une colline sacrée, semble être choisi pour que du haut des gradins les spectateurs puissent voir toute la ville et qu'inversement, l'amphithéâtre soit visible depuis n'importe quel endroit d'Aventicum. En outre, une droite passant par le grand axe de l'amphithéâtre divise la ville antique en deux parties sensiblement égales et symétriques.
Il se situe sensiblement au centre de la ville moderne d'Avenches.

## Une construction en deux étapes

### Premier état

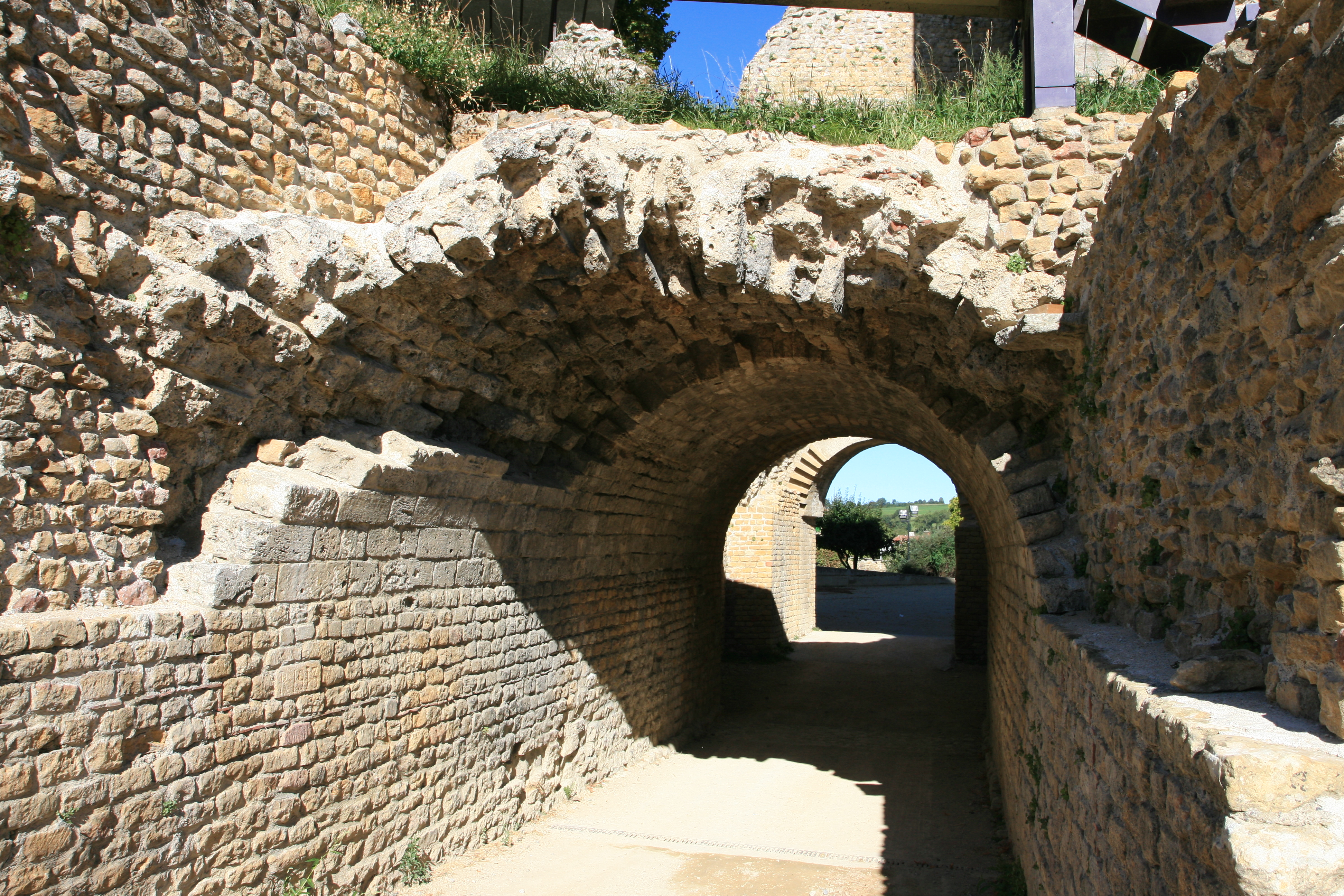
Un vomitoire.

Construit en petit appareil de moellons de calcaire jaune, vers l'an 120 ou 130 de notre ère, cet amphithéâtre romain mesure 99 mètres dans son grand axe et peut accueillir 9 000 spectateurs sur 24 gradins. Il s'agit d'un amphithéâtre en grande partie plein ou massif, les gradins en bois reposant sur un remblai de terre, à l'exception des deux extrémités du grand axe qui adoptent une structure creuse plus habituelle, avec un système de murs rayonnants et annulaires sur lesquels repose la cavea. Sa construction répond à des exigences strictement fonctionnelles, sans recherche esthétique délibérée.
À l'est, une triple porte donne accès à l'arène et à la base des gradins alors qu'à l'extrémité opposée une rampe permet de rejoindre la ville. Au sud, un couloir de service borde l'arène.

### Second état

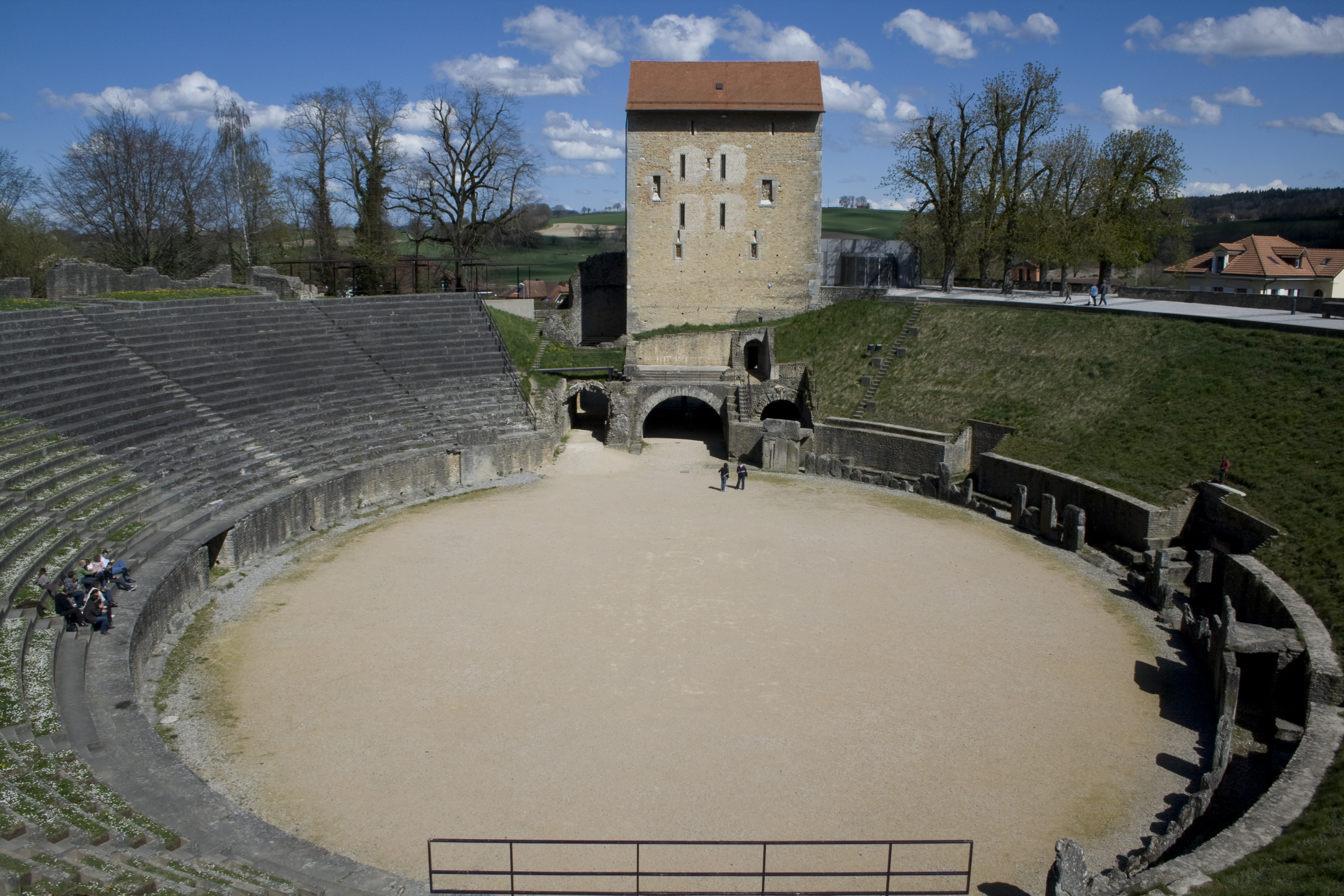
L'arène.

La cavea de l'amphithéâtre est agrandie sous le règne de Marc Aurèle et Lucius Verus, vers l'an 165, son arène n'étant pas modifiée. Il est revêtu d'enduit orné de faux appareil, sa capacité atteint 16 000 places grâce à 12 gradins supplémentaires, et son grand axe mesure alors 105 mètres. La cavea dont la pente est plus prononcée est accessible par dix-huit vomitoires et escaliers.
Cette phase d'agrandissement se caractérise également par la volonté de monumentaliser l'amphithéâtre pour lui donner l'apparence d'un monument à structure creuse, dont la façade est composée de blocs de grand appareil. La nouvelle façade est pourvue d'arcatures et de colonnes et l'entrée donnant sur l'avant-cour, traitée comme un arc de triomphe, est surmontée d'un fronton. Le choix des couleurs des matériaux, roches grises (grès), blanc crème (calcaire) selon les utilisations, tranchant sur le petit appareil en calcaire jaune du premier état, contribue à l'esthétique. Cette phase d'agrandissement mais surtout d'embellissement intervient à une époque où les amphithéâtres deviennent l'expression architecturale de la puissance des chefs-lieux des cités.

## Désaffectation, fouilles et réhabilitation

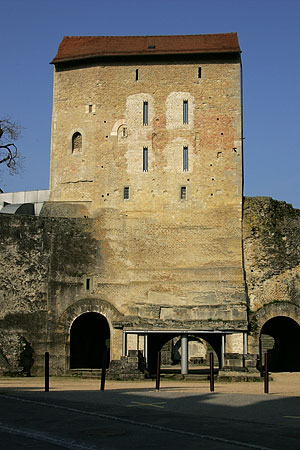
La tour médiévale.

L'amphithéâtre est peut-être fortifié au Bas-Empire romain mais rien ne permet de l'attester — le théâtre, pour sa part, est sans aucun doute transformé en forteresse. Il est utilisé comme carrière à partir du VIe siècle pour la production de chaux à partir de ses pierres calcaires, et il est la base de certaines constructions du Moyen Âge : au XIe siècle, à l'initiative de l'évêque de Lausanne, une tour est construite à cheval sur la partie orientale de sa cavea, au-dessus de la porte monumentale ; cette tour est dénommée « tour de l'Évêque ».
En 1751, la construction d'une route détruit une partie de son mur de façade. En 1870, l'amphithéâtre n'est mentionné que sous forme d'une « grande concavité elliptique autour de laquelle se voient quelques débris de murailles ».
La mise en valeur de l'amphithéâtre commence en 1906. Un tiers de l'élévation du monument a disparu. Au début des années 1990, les travaux de restauration du monument sont achevés. À l'époque moderne, la tour médiévale construite sur l'amphithéâtre abrite le musée romain d'Avenches.
Le site est utilisé pour de nombreuses manifestations dont, notamment, le Festival Avenches Opéra ayant lieu au mois de juillet, ainsi que deux festivals d'été annuels appelés Rock Oz'Arènes au mois d'août et Avenches Tattoo au mois de septembre. L'amphithéâtre est inscrit comme bien culturel suisse d'importance nationale.